# Gerhard Kurzmann

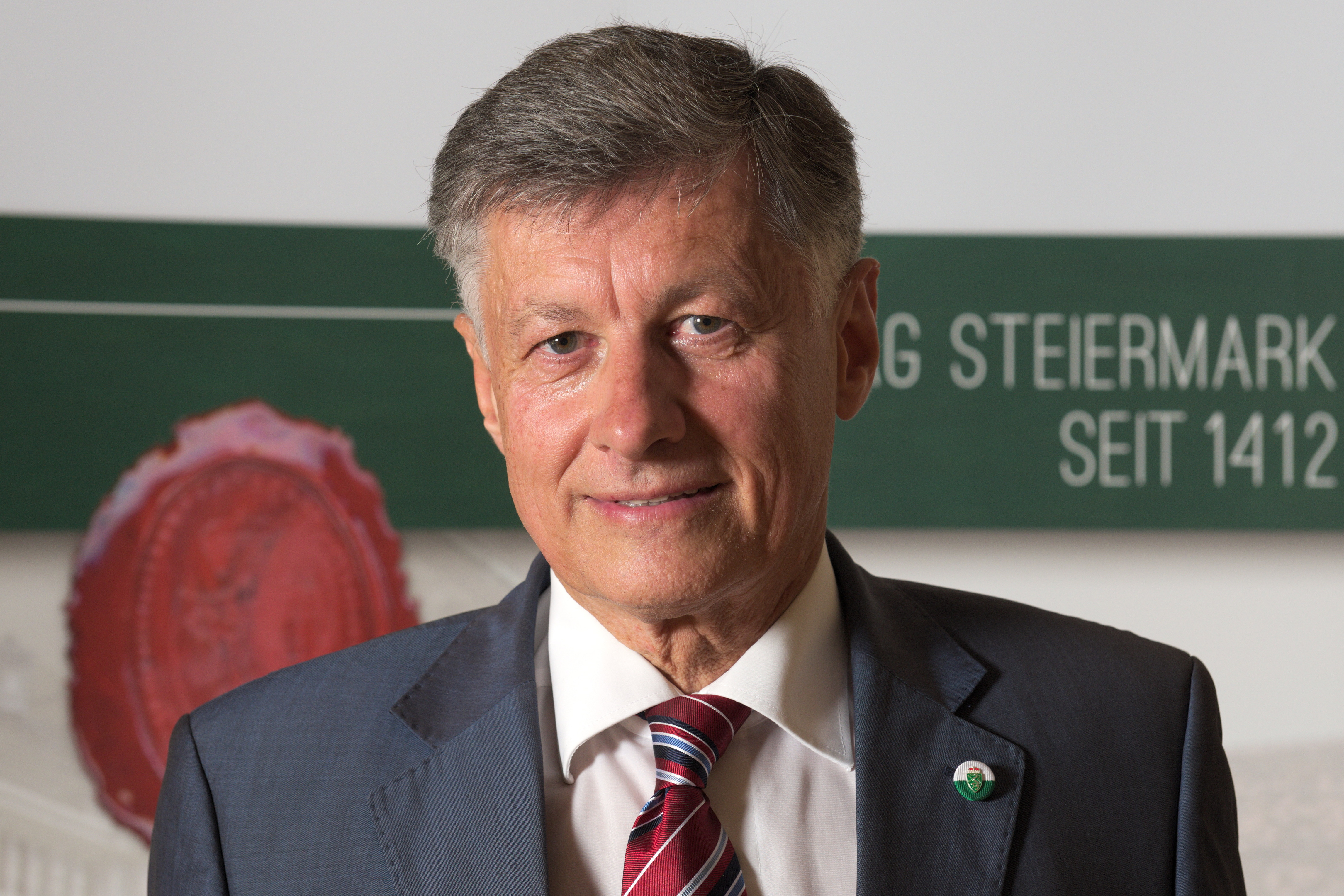
Gerhard Kurzmann (2016)

Gerhard Kurzmann, bisweilen auch: Gerhart Kurzmann (* 30. Oktober 1953 in Graz) ist ein österreichischer Historiker und Politiker der FPÖ. Gerhard Kurzmann vertrat zwischen 1993 und 1998 die FPÖ im Grazer Gemeinderat. Vom 2. April 1998 bis 19. Dezember 2002 war er Abgeordneter zum österreichischen Nationalrat. Nachdem er von 2003 bis 2006 ausschließlich in der Steiermark tätig gewesen war, wechselte er am 30. Oktober 2006 wieder in den Nationalrat. Ab dem 21. Oktober 2010 war Gerhard Kurzmann in der Landesregierung Voves II Landesrat für Umwelt und Verkehr. Von Juni 2015 bis Dezember 2019 war er Abgeordneter zum steiermärkischen Landtag und Dritter Landtagspräsident.

## Ausbildung und Beruf
Zwischen 1960 und 1964 besuchte Gerhard Kurzmann die Volksschule in Graz. Anschließend absolvierte er das Grazer musisch-pädagogische Realgymnasium, welches er 1973 mit der Matura abschloss. Nach dem Präsenzdienst studierte Gerhard Kurzmann Geschichte und Germanistik an der Karl-Franzens-Universität in Graz. 1983 schloss er sein Studium als Dr. phil. ab und ist seither Beamter im wissenschaftlichen kulturellen Dienst der Stadt Graz, Magistrat Kulturamt. Seit 1994 ist Gerhard Kurzmann Obermagistratsrat.

## Leben

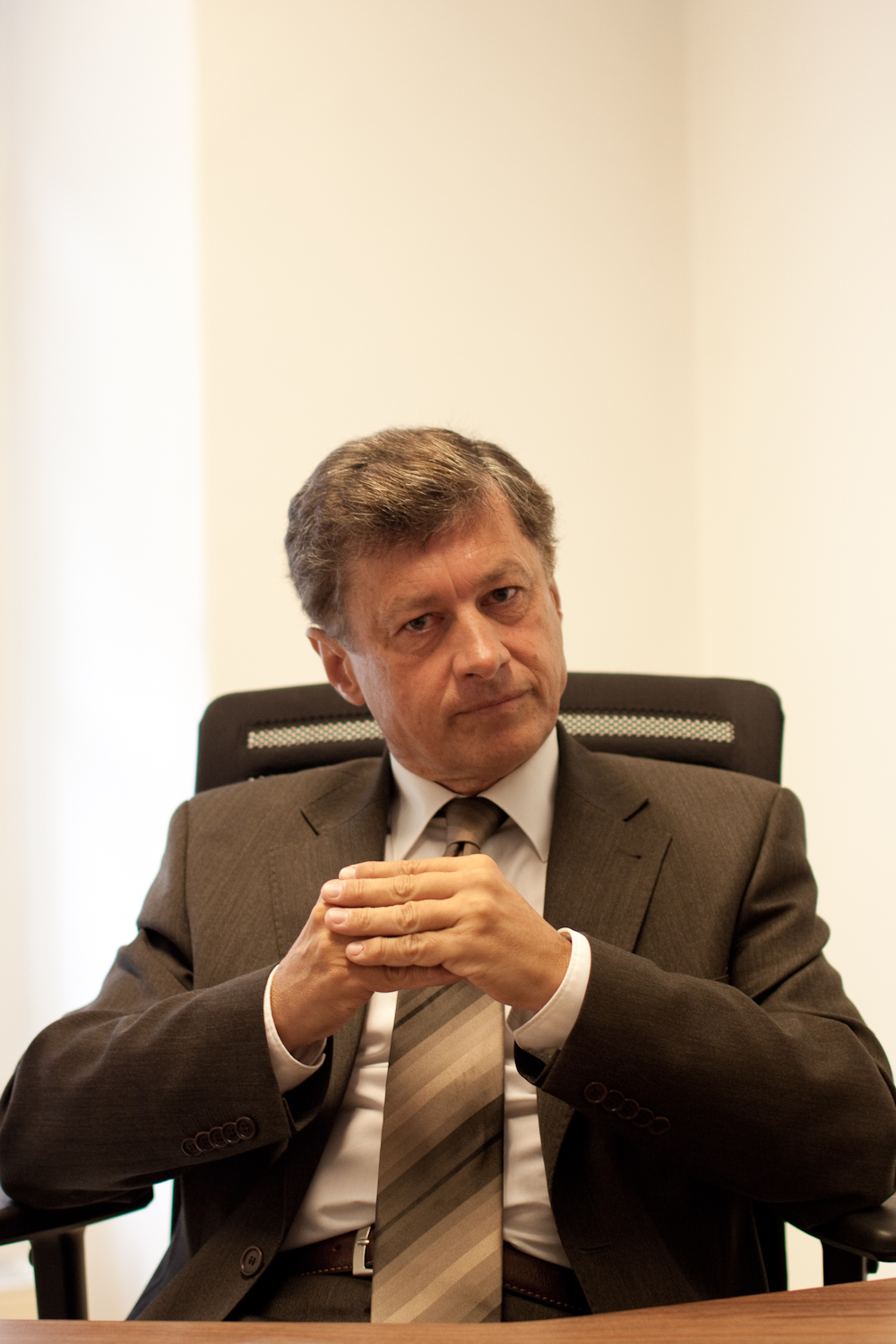
Gerhard Kurzmann (2010)

Seine politische Laufbahn begann Gerhard Kurzmann 1984 als Bezirksvorsteher-Stellvertreter in Graz-Geidorf. Ab 1993 war er Mitglied des Gemeinderates der steirischen Landeshauptstadt Graz. Zwischen 1998 und 2002 war er zum ersten Mal Mitglied des österreichischen Nationalrates. 2003 wechselte er dann zurück nach Graz und fungierte dort als Nachfolger von Peter Weinmeister bis 2006 als Stadtparteiobmann der FPÖ Graz. Seit 2006 ist er Landesparteiobmann der Freiheitlichen Partei Österreichs, Landesgruppe Steiermark. Am 30. Oktober 2006 zog er zum wiederholten Mal in den Nationalrat ein, in welchem er bis 2010 vertreten war.
Laut einem Bericht der Tageszeitung Die Presse ist Kurzmann Mitglied des Waffen-SS-Traditionsverbands Kameradschaft IV. Ein Sprecher der FPÖ gab an, dass Kurzmann nicht mehr Mitglied sei. In einem Standard-Interview erklärte Kurzmann selbst mehr als ein Jahr später, nach wie vor Mitglied zu sein.
Bei der Landtagswahl in der Steiermark 2010 war Gerhard Kurzmann Spitzenkandidat seiner Partei. Die steirische FPÖ schaffte mit 10,66 Prozent sowohl den Wiedereinzug in den Landtag als auch den Anspruch auf einen Sitz in der Landesregierung. Am 21. Oktober 2010 wurde Gerhard Kurzmann zum Landesrat gewählt. Er erhielt die Ressorts Verkehr, Technik und Umwelt. Nachdem im Vorfeld der Landtagswahl 2015 das bisher geltende Proporzsystem bei der Besetzung der Landesregierung abgeschafft worden war, konnte die FPÖ trotz starker Zugewinne bei der Wahl nicht erneut in die steirische Landesregierung einziehen, weshalb Kurzmann aus seinem Posten als Landesrat ausscheiden musste. Er wurde im neu konstituierten Landtag Steiermark zum dritten Landtagspräsidenten gewählt.
Nach der Landtagswahl 2019 schied er aus dem Landtag aus, als Dritter Landtagspräsident folgte ihm zu Beginn der XVIII. Gesetzgebungsperiode am 17. Dezember 2019 Gerald Deutschmann nach.

## Politische Standpunkte
Im Jahr 2007 äußerte sich Kurzmann, er sei dafür, über eine Abschaffung des NS-Verbotsgesetzes zu diskutieren. 2010 sorgte er mit dem islamfeindlichen Computerspiel Moschee baba für öffentliches Aufsehen. 2011 gratulierte Kurzmann der rechtsradikalen Zeitschrift „Die Aula“ zu ihrem 60. Bestandsjubiläum, sie sei „aus dem national-freiheitlichen Medienbereich unserer Heimat nicht mehr wegzudenken“ und trage „zur Meinungsbildung im III. Lager wesentlich bei“. Als Autor setzte er sich in der „Aula“ u. a. für ein Verbot des Schächtens ein. 2016 nahm Kurzmann an einer Demonstration der Identitären in Graz teil. Mitglieder der „Kameradschaft IV“ bezeichnete Kurzmann in einem Interview 2010 als „anständige Leute“, sie hätten „als Soldaten in einer schwierigen Zeit ihre Pflicht erfüllt und es nicht verdient, ständig angeschüttet oder vernadert zu werden.“ Die Frage, ob es den Holocaust gegeben habe, beantwortet er in einem Zeitungsinterview mit den Worten: „Ich weiß es nicht. Ich habe mich mit diesem Kapitel der Geschichte nicht so stark befasst.“ Kurzmann beteiligte sich auch an Veranstaltungen der rechtsextremen Arbeitsgemeinschaft für demokratische Politik.

## Schriften (Auswahl)
- Maximilian I. und das Kriegswesen der österreichischen Länder und des Reiches. Dissertation. Universität Graz, Graz 1984, OBV.
  - Kaiser Maximilian I. und das Kriegswesen der österreichischen Länder und des Reiches. Militärgeschichtliche Dissertationen österreichischer Universitäten, Band 5. Österreichischer Bundesverlag, Wien 1985, ISBN 3-215-06067-1.
- —, Ottfried Hafner, Kulturamt der Stadt Graz (Hrsg.): Tot in Graz. Lebendige österreichische Geschichte auf dem St. Leonhard-Friedhof. Verlag Styria, Graz/Wien (u. a.) 1990, ISBN 3-222-11991-0.
- —, Wiltraud Resch: Denkmäler und Schicksale. Der St. Peter Stadtfriedhof in Graz. Austria-Medien-Service, Graz 2002, ISBN 3-85333-089-4.
- —, Christopher Drexler, Wolfgang Erlitz, Edith Zitz, Ernst Kaltenegger, Hubert Patterer (Moderation): Podiumsdiskussion. In: Anita Ziegerhofer-Prettenthaler (Hrsg.): Widerstand als Bürgerpflicht. Was ist uns die Demokratie wert? Ein Symposion in Erinnerung an den 12. Februar 1934. Leykam, Graz 2005, ISBN 3-7011-0054-3, S. 73–88.
- Freiheitliche Südtirolpolitiker. (…) Tirol – frei und ungeteilt! In: Werner Neubauer (Hrsg.): Südtirol – eine freiheitliche Herzensangelegenheit. Beiträge zur Südtirolpolitik 1949–2009. FPÖ-Bildungsinstitut, Wien 2009, ISBN 978-3-902720-03-0, S. 71.
- — (Hrsg.; Vorwort), Mario Kunasek (Hrsg.): Vom dritten Lager zur ersten Kraft. Die Steirischen Freiheitlichen. Ares Verlag, Graz 2017, ISBN 978-3-902732-85-9.